# Коменский, Ян Амос

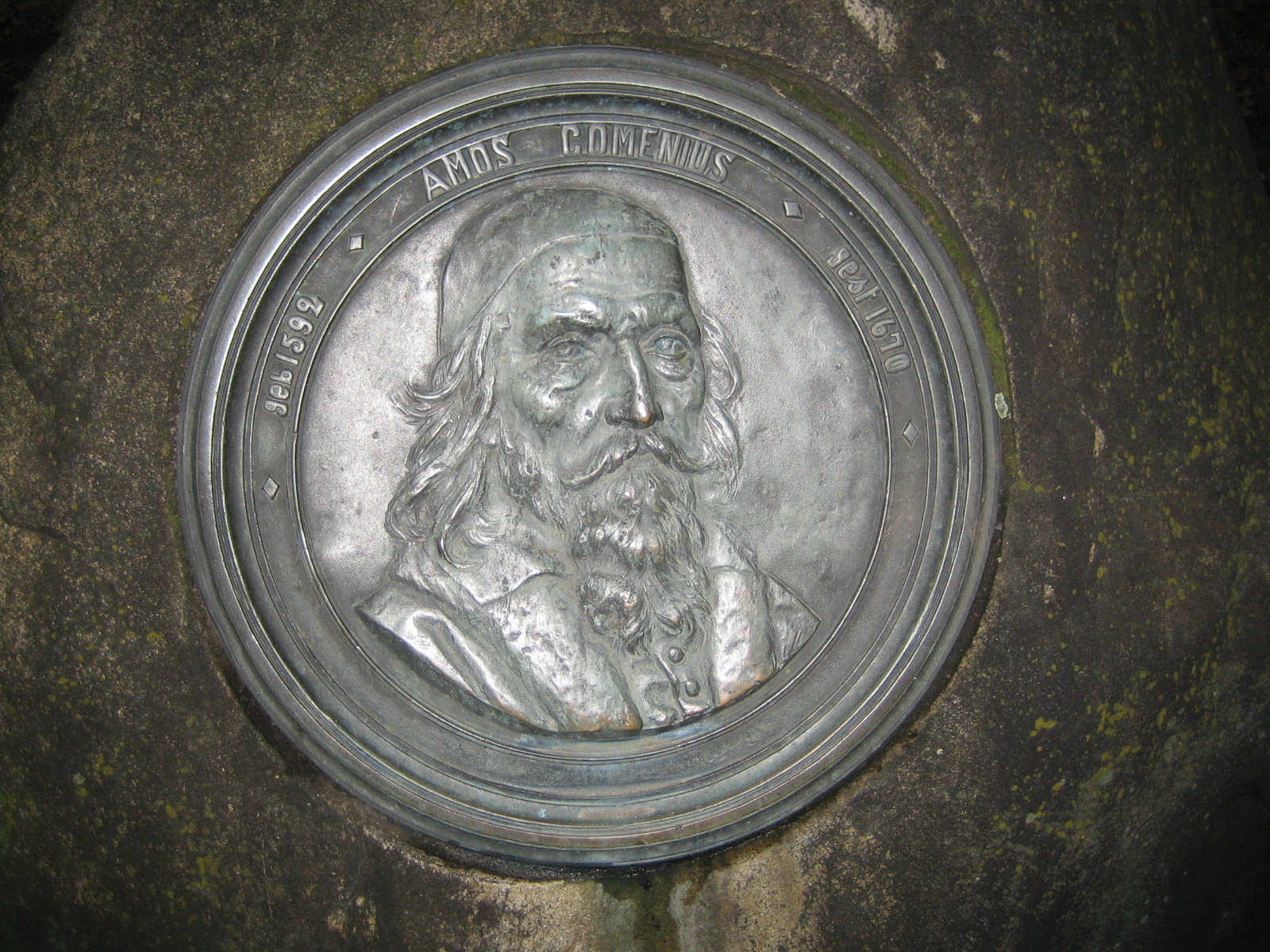
Мемориальное изображение Я. А. Коменского в Берлине

Ян Амо́с Коме́нский (чеш. Jan Ámos Komenský, лат. Ioannes Amos Comenius; 28 марта 1592, Нивнице, Южная Моравия — 15 ноября 1670, Амстердам) — чешский педагог-гуманист, писатель, религиозный и общественный деятель, епископ Чешскобратской церкви, основоположник педагогики как самостоятельной дисциплины, систематизатор и популяризатор классно-урочной системы.

## Биография и деятельность
Ян Коменский родился в Моравии, в городке Нивнице. Сын Мартина Коменского (Martin Komenský) и Анны Хмеловой (Anna Chmelová). Мартин Коменский был уроженцем соседней деревни Комне. Отец Мартина — Ян Сегеш (Jan Segeš) — перебрался в Моравию из Словакии, и взял себе фамилию Коменский — в честь деревни Комне, в которой поселился. Мартин и Анна Коменские были членами религиозной общины Чешских (Моравских) братьев.
Первоначальное образование Ян получил в братской школе. В 1602—1604 гг. от чумы умерли его отец, мать и две сестры. В 1608—1610 Ян учился в латинской школе города Пршерова. В 1611 году Ян Коменский, в соответствии с догматами своей церкви, прошёл обряд крещения и получил второе имя — Амос.
Затем он учился в Херборнской академии, в Гейдельбергском университете, где приступил к созданию своеобразной энциклопедии — «Театр всех вещей» (1614—1627) и начал работу над полным словарём чешского языка («Сокровищница чешского языка», 1612-56). В 1614 году Коменский — учитель братской школы в Пршерове. В 1618—1621 годах жил в Фульнеке, изучал труды гуманистов эпохи Возрождения — Т. Кампанеллы, Х. Вивеса и др. В фульнекский период Коменский написал книгу «Моравские древности» (1618—1621) и составил подробную карту родной Моравии (1618—1627).
В 1627 году Коменский приступил к созданию труда по дидактике на чешском языке. В связи с гонениями со стороны католических фанатиков, Коменский эмигрировал в Речь Посполитую, в город Лешно (где в 1626 году моравские братья основали свою гимназию). Здесь он преподавал в братской гимназии, закончил свою «Дидактику» на чешском языке (1632), а затем переработал её и перевёл на латинский язык, назвав «Великой дидактикой» (Didactica Magna) (1633—1638), подготовил несколько учебников: «Открытая дверь к языкам» (1631), «Астрономия» (1632), «Физика» (1633), написал первое в истории руководство для семейного воспитания — «Материнская школа» (1632). Коменский усиленно занимался разработкой идей пансофии (обучение всех всему), которые вызвали большой интерес европейских учёных.

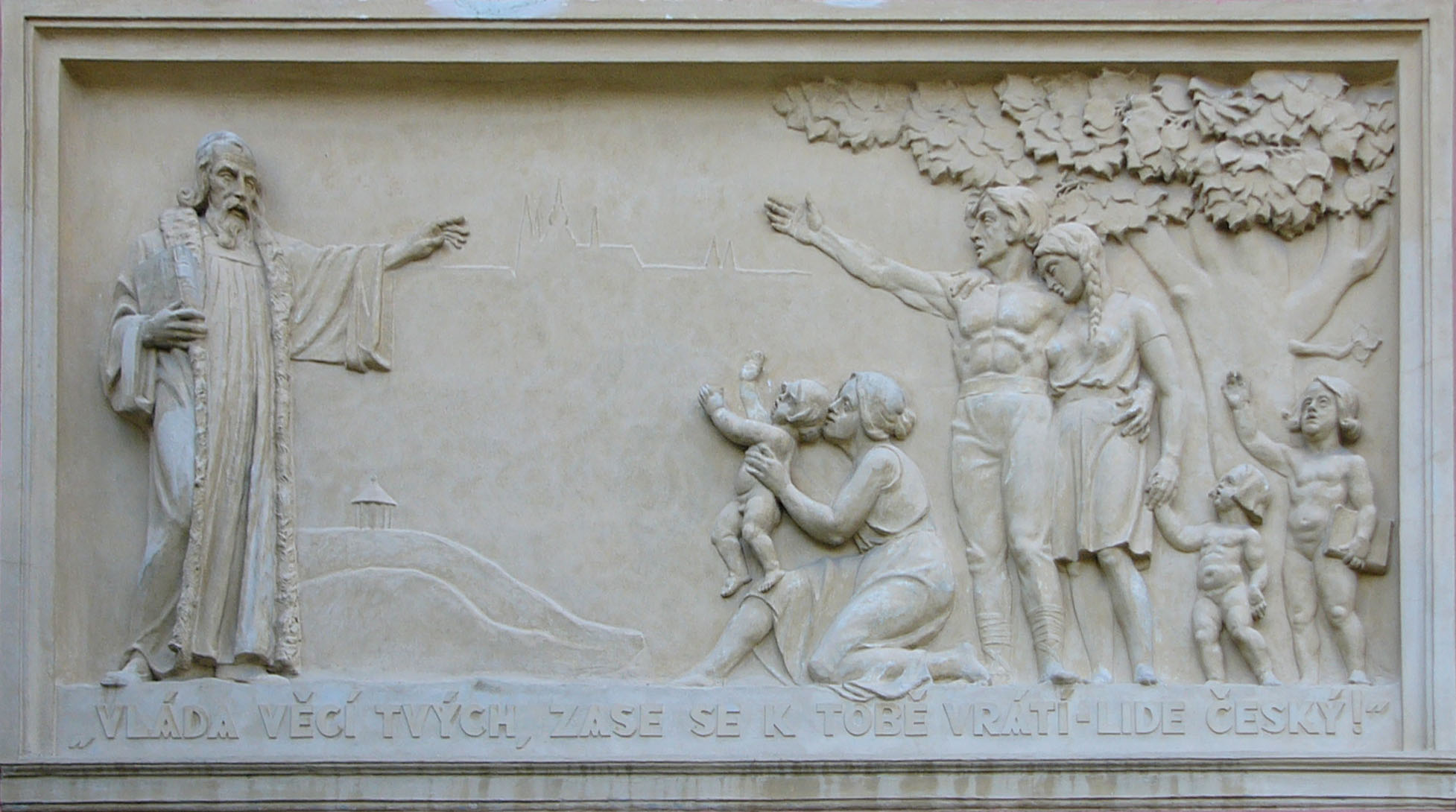
Изображение Коменского на барельефе, украшающем здание школы в Долани (Чехия)

В 1640-е годах опубликовал ряд учебников. В 1651 году трансильванский князь Дьёрдь II Ракоци предложил Коменскому осуществить реформу школ в его землях. Преподавание по новой системе началось в городе Шарошпатак. Коменскому удалось частично осуществить замысел устройства пансофической школы. Научное обоснование её принципов, учебный план, распорядок дня были изложены Коменским в сочинении «Пансофическая школа» (1651).
Вскоре Коменский вернулся в Лешно. В 1655 году Лешно взяли шведы, вторгшиеся в Речь Посполитую. Как местные лютеране, так и Ян Амос Коменский и моравские братья, прежде много претерпевшие от католического фанатизма, радушно встретили протестантскую (лютеранскую) армию.
В 1656 году Коменский, который в пожаре потерял все свое имущество и большую часть рукописей, выехал в Амстердам через Гамбург.
Стремясь оживить преподавание и пробудить в детях интерес к знаниям, Коменский применил метод драматизации учебного материала и на основе «Открытой двери к языкам» написал ряд пьес, составивших книгу «Школа-игра» (1656). В Венгрии Коменский закончил первый в истории иллюстрированный учебник «Мир чувственных вещей в картинках» (1658), в котором рисунки являлись органической частью учебных текстов.
Переехав в Амстердам, Коменский продолжал работу над начатым ещё в 1644 г. капитальным трудом «Всеобщий совет об исправлении дел человеческих» (лат. De rerum humanarum emendatione consultatio catholica), в котором дал план реформы человеческого общества. Первые 2 части труда опубликованы в 1662, рукописи же остальных 5 частей найдены в 1930-х годах; полностью труд опубликован на латинском языке в Праге в 1966 году. Итог своей долгой жизни Коменский подвёл в сочинении «Единственно необходимое» (1668).

## Семья
- 1618 — женится на падчерице бургомистра г. Пшерова Магдалине Визовской.
- 1622 — жена и двое детей скончались от чумы.
- 1624 — в Брандисе Коменский женится на дочери епископа Марии-Доротее.
- 1648 — скончалась вторая жена Коменского.
- 1649 — Коменский женится на Яне Гаюсовой.

## Философские воззрения

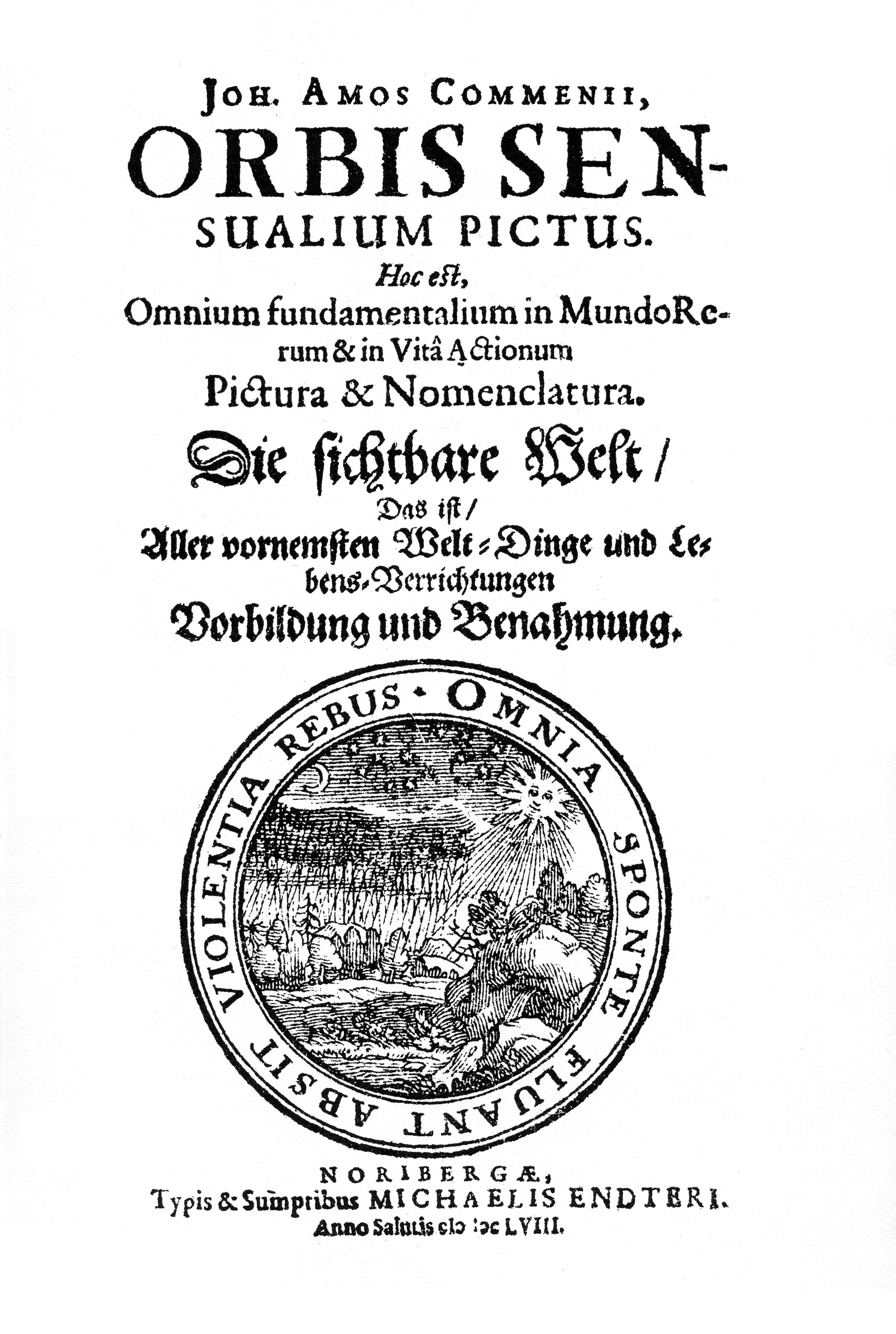
«Мир чувственных вещей в картинках»

По своим философским взглядам Коменский был близок к материалистическому сенсуализму, который самому Коменскому представлялся философией простого народа. Признавая три источника познания — чувства, разум и веру, Коменский главное значение придавал органам чувств. В развитии познания он различал 3 ступени — эмпирическую, научную и практическую. Он считал, что всеобщее образование, создание новой школы помогут воспитывать детей в духе гуманизма.
Вместе с тем в определении цели воспитания у Коменского отчётливо чувствуется влияние религиозной идеологии: он говорит о подготовке человека к вечной жизни.
Исходя из познаваемости мира, Коменский считал познаваемыми и все явления, связанные с педагогическим процессом, делая вывод о возможности управлять им. Поскольку человек представляет собой часть природы, то, по мнению Коменского, он должен подчиняться общим её законам и все педагогические средства должны быть природо-сообразными. Вместе с этим принцип природосообразности воспитания, по Коменскому, предполагает изучение законов духовной жизни человека и согласования с ними всех педагогических воздействий.

## Педагогическая система Я. А. Коменского
Источники выработки мировоззрения: античная философия, Ф.Бэкон, Ф.Рабле.
Основные педагогические идеи: всеобщее обучение, идеи дисциплины, понятие школьного года, дидактические принципы, классно-урочная система.
Коменский считал, что обучение нужно осуществлять в школе с помощью: общешкольного плана, классно-урочной организации, учёбы с 6 лет, проверки знаний, запрета пропускать уроки, учебников для каждого класса.
Дидактические принципы: природосообразность, наглядность, последовательность, сознательность, посильность, прочность, систематичность.
Вопросы воспитания и обучения Коменский рассматривал в неразрывном единстве. Дидактику он трактовал как теорию образования и обучения и как теорию воспитания. Коменский призывал давать всей молодёжи широкое универсальное образование, считал необходимым связать всю образовательную работу с обучением языкам — сначала родному, потом латинскому — как языку науки, культуры того времени.
В учебном методе, который Коменский толковал расширительно, самым существенным он считал порядок и естественность. Отсюда у Коменского вытекали и основные требования к обучению: начинать обучение надо по возможности раньше, учебный материал должен соответствовать возрасту учеников. Коменский был убеждён в том, что разум человека способен охватить всё, только для этого в обучении надо соблюдать последовательное и постепенное продвижение вперёд, следуя от близкого к далёкому, от знакомого к незнакомому, от целого к частному, добиваясь того, чтобы учащиеся усваивали систему знаний, а не отрывочные сведения. Коменский полагал, что необходимо с детства вырабатывать положительные нравственные качества (справедливость, умеренность, мужество, причём под последним он понимал, в частности, настойчивость в труде и др.). Важную роль в нравственном воспитании он отводил примеру взрослых, систематическому приучению детей к полезной деятельности и к выполнению правил поведения.
Стремясь сделать образование доступным всем детям, Коменский разработал классно-урочную систему обучения, которая заменила индивидуальную. Коменский разработал единую школьную систему: материнская школа (воспитание в семье под руководством матери до 6 лет), школа родного языка для детей от 6 до 12 лет (изучение родного языка, арифметики, элементов геометрии, географии, природоведения, чтение священного писания, знакомство с важнейшими ремёслами), в крупных городах для наиболее способных учащихся с 12 до 18 лет — латинская школа или гимназия (в учебный план гимназии Коменский вводил наряду с традиционными «семью свободными искусствами» естествознание, историю, географию). Коменский изменил и содержание самих «свободных искусств», связав их с практическими потребностями и подняв до уровня современной ему науки. Наконец, в каждом государстве должна быть академия — высшая школа для молодёжи с 18 до 24 лет. Эту систему, описанную уже в «Чешской дидактике», Коменский в «Пампедии» расширил, добавив к ней «школы зрелого возраста и старости», в которых «преподаёт» сама жизнь.
В большинстве педагогических работ Коменского содержатся высказывания об учителе, а в «Пампедии» есть специальная глава. Учитель, по Коменскому, должен владеть педагогическим мастерством и любить своё дело, пробуждать самостоятельную мысль учащихся, готовить из них деятельных людей, заботящихся о всеобщем благе.
Коменский оказал огромное влияние на развитие мировой педагогики и школьной практики. Многие его дидактические положения вошли в современную теорию обучения.

## Великая дидактика

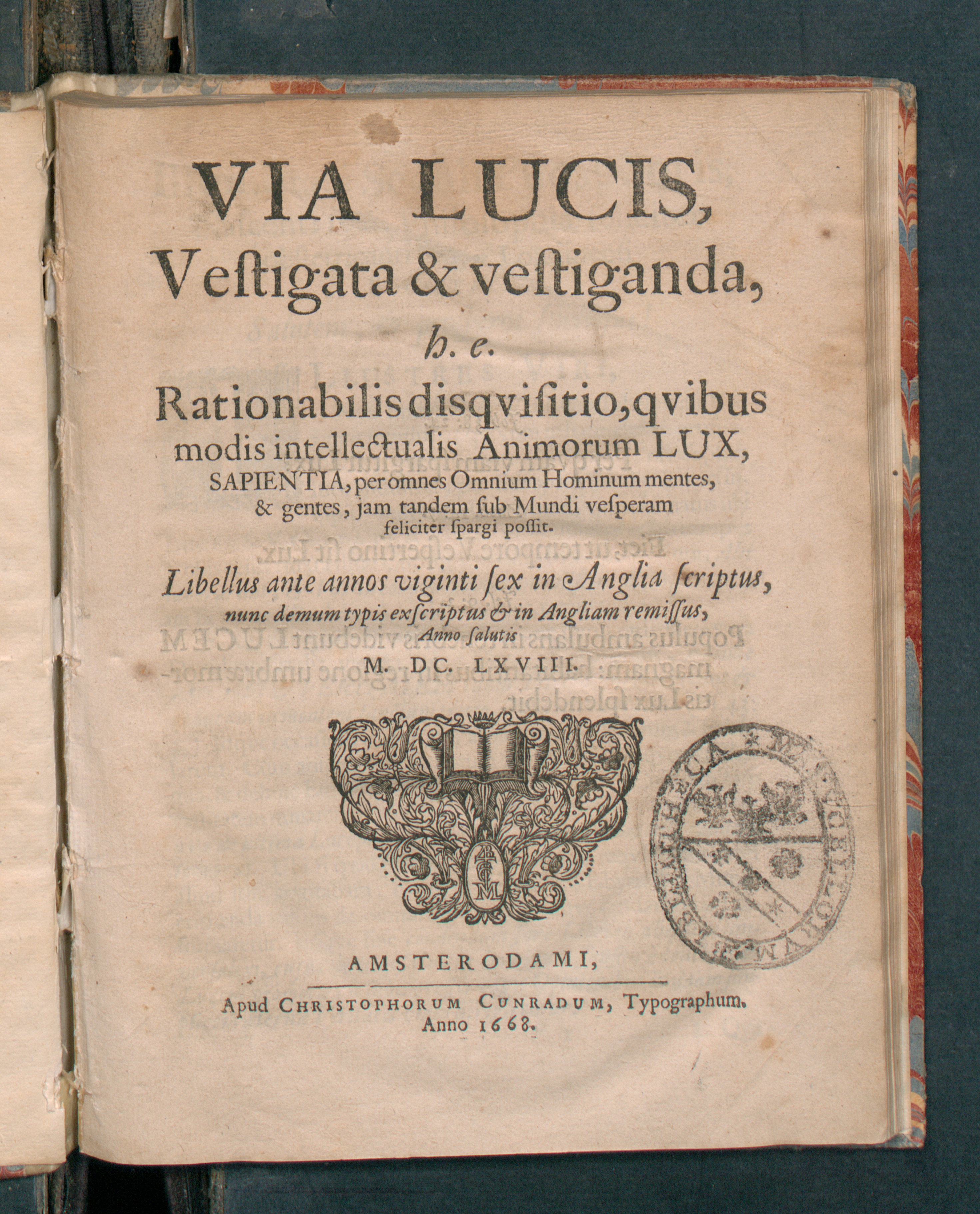
Via Lucis', 1668

Самый известный теоретический труд Коменского по педагогике «Дидактика», то есть общая теория обучения. Первоначально он был написан на чешском языке, а потом в переработанном виде переведён на латинский язык, в то время международный язык науки, под названием «Великая дидактика».
Глава 16. Общие требования обучения и учения, то есть как учить и учиться.
Основоположение 1 
- Образования человека надо начинать в весну жизни, то есть в детстве.
- Утренние часы для занятий наиболее удобны.
- Всё, подлежащее изучению, должно быть распределено сообразно ступеням возраста — так, чтобы предлагалось для изучения только то, что доступно восприятию в данном возрасте.

Основоположение 2
- Подготовка материала: книг и др. учебных пособий — заранее.
- Развивать ум ранее языка.
- Реальные учебные предметы предпосылать формальным.
- Примеры предпосылать правилам.

Основоположение 3
- В школах должен быть установлен порядок, при котором ученики в одно и то же время занимались бы только одним предметом.

Основоположение 6
- С самого начала юношам, которым нужно дать образования, следует дать основы общего образования (распределить учебный материал так, чтобы следующие затем занятия не вносили ничего нового, а представляли только некоторое развитие полученных знаний).
- Любой язык, любые науки должны быть сперва преподаны в простейших элементах, чтобы у учеников сложились общие понятия их как целого.

Основоположение 7
- Вся совокупность учебных занятий должна быть тщательно разделена на классы — так, чтобы предшествующее всегда открывало дорогу последующему и освещало ему путь.
- Время должно быть распределено с величайшей точностью — так, чтобы на каждый год, месяц, день и час приходилось своя особая работа.

Глава 17. Основы лёгкости обучения и учения
Основоположение 1
- Образование юношества должно начинаться рано.
- У одного и того же ученика по одному и тому же предмету должен быть только один учитель.
- По воле воспитателя прежде всего должны быть приведены в гармонию нравы.

Основоположение 2
- Всеми возможными способами нужно утверждать в детях горячее стремление к знанию и учению.
- Метод обучения должен уменьшать трудности учения, чтобы оно не возбуждало в учениках неудовольствия и не отвращало их от дальнейших занятий.

Основоположение 3 
- Каждая наука должна быть заключена в самые сжатые, но точные правила.
- Каждое правило нужно излагать немногими, но самыми ясными словами.
- Каждое правило должно сопровождаться многочисленными примерами, чтобы стало очевидно, как разнообразно его применение.

Глава 18 Основы прочности обучения и учения
- Основательно должны рассматриваться только те вещи, которые могут принести пользу.
- Всё последующее должно опираться на предыдущее.
- Всё должно закрепляться постоянными упражнениями.
- Всё нужно изучать последовательно, сосредоточивая внимания на чём-то одном.
- На каждом предмете нужно останавливаться до тех пор, пока он не будет понят.

Глава 26 О школьной дисциплине
- «Школа без дисциплины есть мельница без воды»
- Для поддерживания дисциплины руководствоваться:
- Постоянными примерами воспитатель сам должен показывать пример.
- Наставлениями, увещеваниями, иногда и выговорами[12].

### 9 правил искусства обучения наукам
1. Всему, что должно знать, нужно обучать.
2. Всё, чему обучаешь, нужно преподносить учащимся, как вещь действительно существующую и приносящую определённую пользу.
3. Всему, чему обучаешь, нужно обучать прямо, а не окольными путями.
4. Всему, чему обучаешь, нужно обучать так, как оно есть и происходит, то есть путём изучения причинных связей.
5. Всё, что подлежит изучению, пусть сперва предлагается в общем виде, а затем по частям.
6. Части вещи должно рассмотреть все, даже менее значительные, не пропуская ни одной, принимая во внимание порядок, положение и связь, в которой они находятся с другими частями.
7. Всё нужно изучать последовательно, сосредоточивая внимание в каждый данный момент только на чём-либо одном.
8. На каждом предмете нужно останавливаться до тех пор, пока он не будет понят.
9. Различия между вещами должно передавать хорошо, чтобы понимание всего было отчётливым.

### 16 правил искусства развивать нравственность
1. Добродетели должны быть внедряемы юношеству все без исключения.
2. Прежде всего основные, или, как их называют «кардинальные» добродетели: мудрость, умеренность, мужество и справедливость.
3. Мудрость юноши должны почерпать из хорошего наставления, изучая истинное различие вещей и их достоинство.
4. Умеренности пусть обучаются на протяжении всего времени обучения, привыкая соблюдать умеренность в пище и питье, сне и бодрственном состоянии, в работе и играх, в разговоре и молчании.
5. Мужеству пусть они учатся, преодолевая самих себя, сдерживая своё влечение к излишней беготне или игре вне или за пределами положенного времени, в обуздывании нетерпеливости, ропота, гнева.
6. Справедливости учатся, никого не оскорбляя, воздавая каждому своё, избегая лжи и обмана, проявляя исполнительность и любезность.
7. Особенно необходимые юношеству виды мужества: благородное прямодушие и выносливость в труде.
8. Благородное прямодушие достигается частым общением с благородными людьми и исполнением на их глазах всевозможных поручений.
9. Привычку к труду юноши приобретут в том случае, если постоянно будут заняты каким-либо серьёзным или занимательным делом.
10. Особенно необходимо внушить детям родственную справедливости добродетель— готовность услужить другим и охоту к этому.
11. Развитие добродетелей нужно начинать с самых юных лет, прежде чем порок овладеет душой.
12. Добродетелям учатся, постоянно осуществляя честное!
13. Пусть постоянно сияют перед нами примеры порядочной жизни родителей, кормилиц, учителей, сотоварищей.
14. Однако нужно примеры сопровождать наставлениями и правилами жизни для того, чтобы исправлять, дополнять и укреплять подражание.
15. Самым тщательным образом нужно оберегать детей от сообщества испорченных людей, чтобы они не заразились от них.
16. И так как едва ли удастся каким-либо образом быть настолько зоркими, чтобы к детям не могло проникнуть какое-либо зло, то для противодействия дурным нравам совершенно необходима дисциплина.

## Афоризмы
- Спорить с Природой — напрасное дело (Великая дидактика, гл. XXIII).
- Добродетель взращивается посредством дел, но не посредством болтовни (Великая дидактика, гл. XXIII).
- Дети охотно всегда чем-нибудь занимаются. Это весьма полезно, а потому не только не следует этому мешать, но нужно принимать меры к тому, чтобы всегда у них было что делать.
- Без примера ничему не выучишься.
- Вечным законом да будет: учить и учиться всему через примеры, наставления и применения на деле.
- Мудрое распределение времени есть основа для деятельности.
- Не гонись за похвалой, но изо всех сил старайся действовать похвально.
- Ум освещает путь воле, а воля повелевает действиями.
- Изучение мудрости возвышает и делает нас сильными и великодушными.
- Книги — это инструмент насаждения мудрости.
- Читать и не понимать — то же, что совсем не читать.
- Тот, кто мало знает, малому может и учить.
- Ничто притворное не может быть продолжительным.
- Образование должно быть истинным, полным, ясным и прочным.
- Нет ничего труднее, как перевоспитать человека, плохо воспитанного.
- Счастлива та школа, которая учит ревностно изучать и делать хорошее, ещё ревностнее — лучшее, и всего ревностнее — наилучшее.
- Следует как можно больше заботиться о том, чтобы искусство внедрять настоящим образом нравственность было поставлено надлежащим образом в школах, чтобы школы стали, как их называют, «мастерскими людей».

## Память

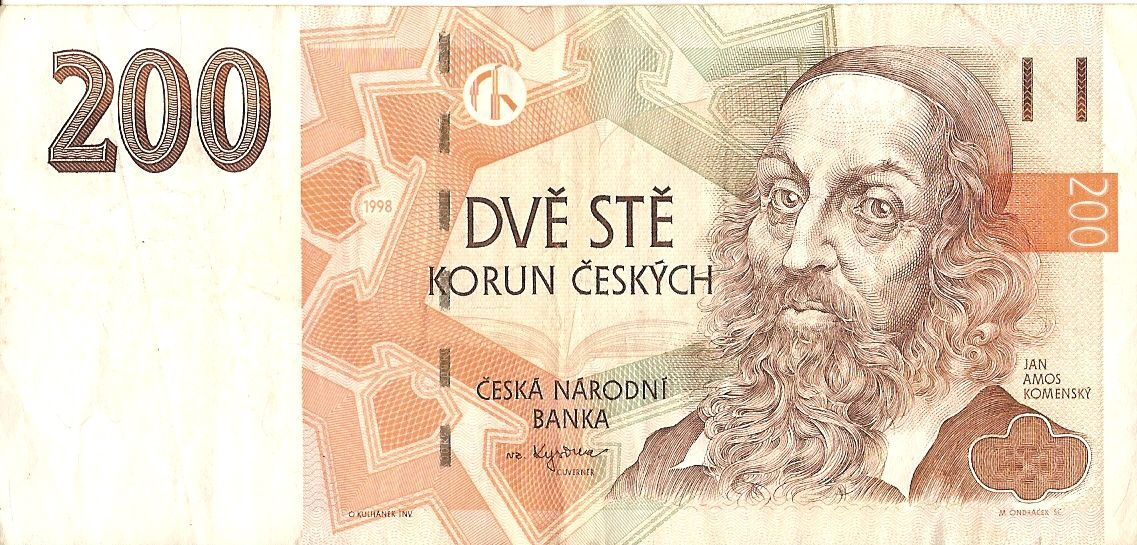
Портрет Я. Коменского на банкноте в 200 чешских крон

- Названа улица в Росвиговском районе Мукачево (Закарпатье).
- Монеты :
  - Чехословакия, 1957 г., 10 крон, масса 12 г, проба 500.
  - Чехословакия, 1992 г., 500 крон, масса 24 г, проба 900.
- Портрет Яна Амоса Коменского помещён на аверс банкноты в 200 чешских крон.
- Изображён на почтовой марке Венгрии 1992 года.

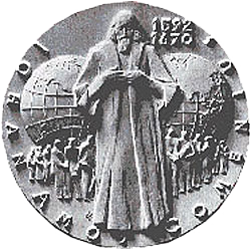
Медаль Яна Амоса Коменского (серия 1992 года выпуска)

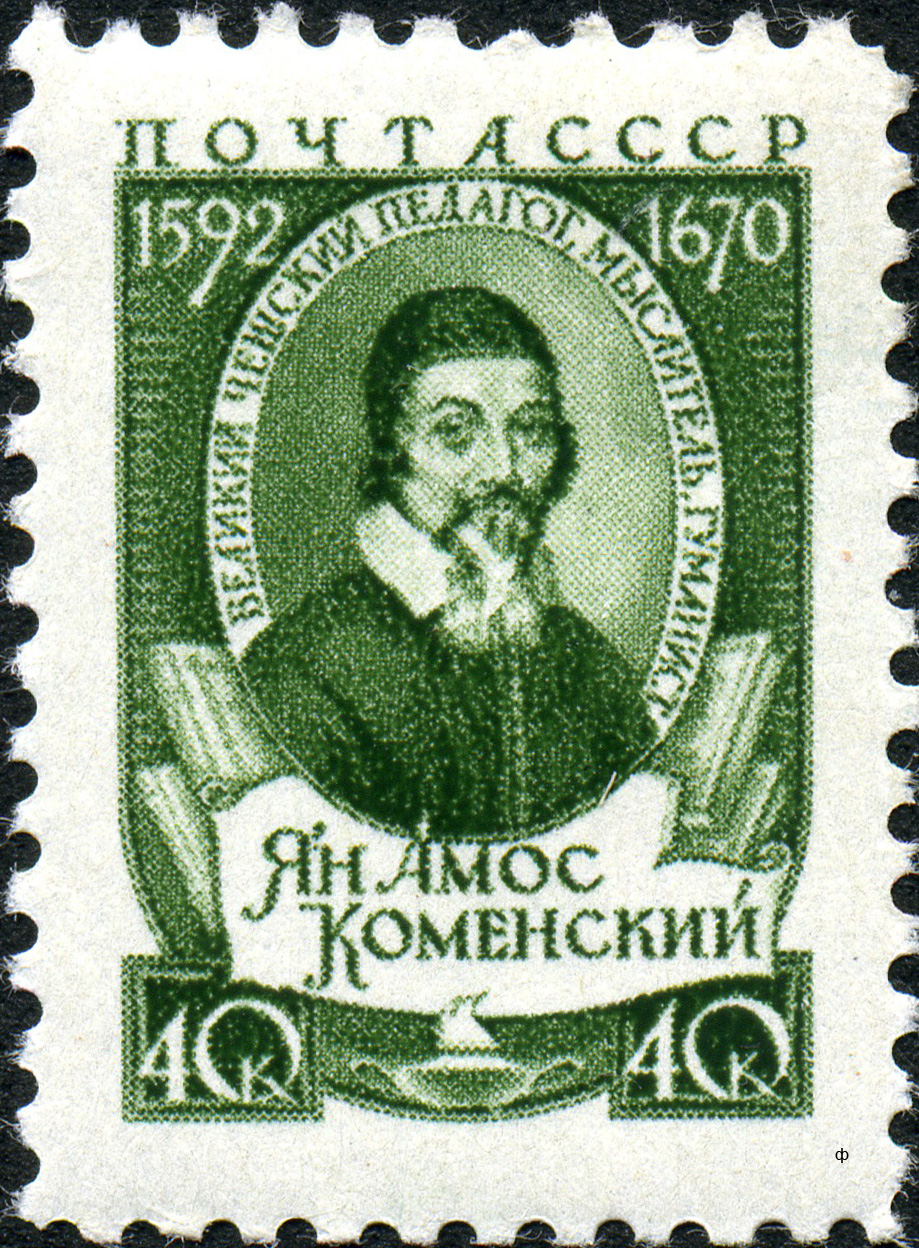
Почтовая марка СССР, 1958 год

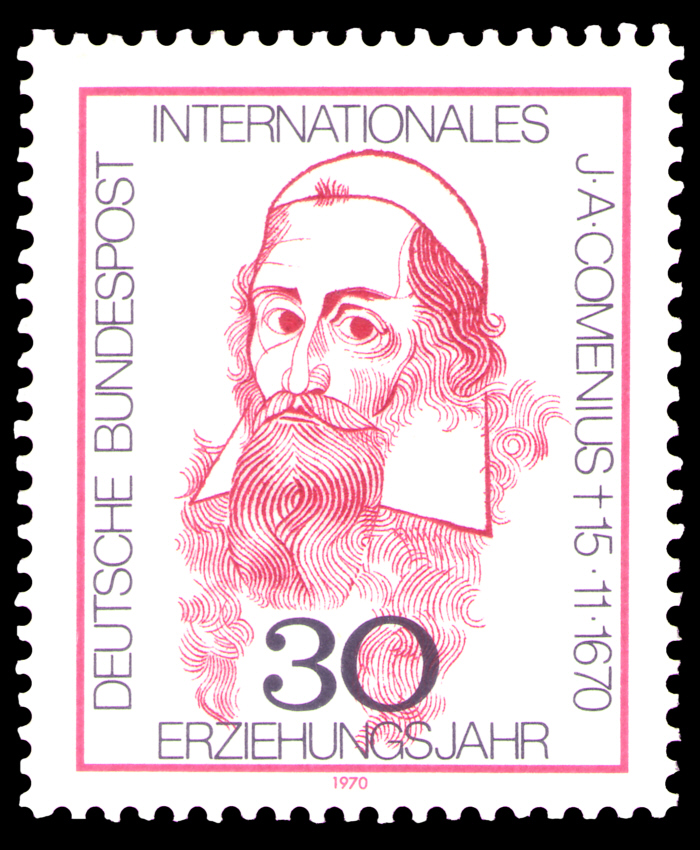
Почтовая марка ФРГ, 1970 год

- На территории Чешской республики было выпущено несколько серий медалей Яна Амоса Коменского. Одной из таких медалей (серия 1953 года) был награждён в 1976 году Волгоградский государственный педагогический университет.
- В Киеве в 1907—1918 годах действовало чешское культурно-просветительское общество имени Яна Амоса Коменского.
- Крупнейший университет Словакии назван его именем — Университет Коменского (сл. Univerzita Komenského v Bratislave).